# Cyril Obiozor
(en) Statistiques sur pro-football-reference
Cyril Obiozor (né le 26 juillet 1986 à Pearland) est un joueur américain de football américain.

## Biographie
Cyril joue avec les Texas Aggies lors de son passage à l'université A&M du Texas où il s'illustre au poste de linebacker. Il s'inscrit sur la liste des joueurs pour le draft de la NFL de 2009 mais n'est repêché par aucune équipe.
Après l'échec du draft, Obiozor signe avec les Packers de Green Bay comme agent libre en mai 2009. Cyril Obiozor est promu en équipe active après la blessure d'Aaron Kampman et joue les cinq derniers matchs de la saison régulière, effectuant deux tacles.
Le 4 septembre 2010, Obiozor fait partie de la dernière liste de joueurs que les Packers remercient avant le début de la saison. Le lendemain, il signe avec les Cardinals de l'Arizona avant d'être relâché le 21 septembre. Deux jours plus tard, il réintègre l'équipe d'entraînement.
Obiozor quitte les Cardinals pour les Chargers de San Diego le 5 octobre après la blessure de Jyles Tucker. Il quitte les Chargers pour revenir chez les Cardinals mais est libéré le 2 septembre 2011. Obiozor passe alors la saison 2011 sans équipe et signe, lors de la off-season 2012, avec les Broncos de Denver. Néanmoins, il n'est pas conservé et résilié par Denver.